# 초시공요새 마크로스: 사랑, 기억하고 있습니까
《초시공요새 마크로스 : 사랑, 기억하나요》(超時空要塞マクロス 愛・おぼえていますか)는 1984년 7월 21일(오사카 및 나고야 지구에서는 7월 7일)부터 도호(東宝)외화계에서 공개된 SF애니메이션영화로(상영시간 115분) 1982년부터 1983년까지 방송되었던 TV애니메이션 초시공요새 마크로스의 극장용 작품이다.

## 개요
TV시리즈가 큰 인기를 얻어 극장판 제작과 로드쇼 공개가 결정되었다. 이런 종류로는 《기동전사 건담》 3부작과 같이 재편집과 신작 커트를 추가한 다이제스트 형식이 많았지만 본 작은 팬들의 성원에 힘입어 전편 신작 필름으로 제작되었다. 내용적으로는 TV시리즈 제4화부터 27화까지를 재구성한 것이지만 요점의 추출과 오리지널의 맛을 더해 TV시리즈와는 다른 정통파 작풍을 일구어냈다. 남녀의 연애와 보편적인 문화(노래)를 통해 지구인과 외계인들이 입장을 넘어 상호이해를 일구어 낸다라는 줄거리를 간략하게 추려내 작품의 주제로 승화 시키고 있다. 로봇애니메이션이라는 장르에서 볼 때 전쟁 중의 인간 드라마로서도 비교적 가치 있는 작품으로 평가되고 있다.
감독은 스튜디오 누에(スタジオぬえ)의 기예 가와모리 쇼지와 어드바이저 역의 이시구로 노보루(石黒昇). 약관 24세의 가와모리는 TV시리즈에서 발키리의 메카닉디자이너로 주목 받았지만 본 작에서는 인물의 섬세한 감정표현 등 영상작가로서의 감성을 보여준다. 그 외 미키모토 하루히코(美樹本晴彦), 이타노 이치로(板野一郎) 등의 TV시리즈 제작 스탭 들이 더해졌고 원화에는 구보 쓰구유키(窪詔之), 구보 히데미(窪秀巳), 안노 히데아키, 고다 히로아키(合田浩章), 모리모토 고지(森本晃司), 기타쿠보 히로유키(北久保弘之), 유키 노부테루(結城信輝) 등이 참여했다.
여름방학 공개 애니메이션영화로서는 히트작이 되어 흥행수입 약 7억 엔, 1984년도 방화 흥행성적에서도 15위에 랭크 되었다. 주제가 사랑.기억하나요 도 오리콘 차트 최고 7위를 기록하였고 링 밍메이역의 가수 이이지마 마리는 전성기 시절 도쿄방송(TBS)의 〈더 베스트 텐〉에 출연했다.

### 평가
TV 시리즈는 신선한 감각으로 지지를 받았지만 빠듯한 제작 스케줄의 한계, 그중에서도 작화 쪽의 난조가 호평을 절하시키는 원인이 되었다. 제작 스탭들은 그 한을 풀기 위해 TV 시리즈의 경험과 젊은 애니메이터들의 열의를 기반으로 한 퀄리티의 향상을 목표로 했다. 또 연출 면에서도 TV 시리즈 제27화 〈사랑은 흐른다.〉(愛は流れる)에서 보여주었던 노래와 영상을 일체화하는 시도를 더욱 추구했다.
그 결과, 스크린에 비치는 치밀한 화면은 당시의 셀 제작 애니메이션의 최고 수준이 되었고 오늘날의 CG제작 애니메이션에 비해서도 떨어지지 않는 레벨을 달성하게 된다. 노래, BGM과 일체화 시킨 극적인 전개는 SF 뮤지컬이라 불렸고 클라이막스에서는 그 예를 찾아 보기 힘든 카타르시스를 자아낸다. 제작진과 관객이 진정 보고 싶었던 마크로스를 공유할 수 있었던 작품이며 애니메이션계에서도 《바람계곡의 나우시카》, 《시끌별 녀석들2 뷰티풀 드리머》와 나란히 1984년을 대표하는 애니메이션영화작품으로 추앙 받게 되었다.
그러나 우주전함 내에 시가지가 있다는 이유 등 기본설정의 설명이 생략되어 있어 TV시리즈의 예비지식이 없는 사람에게는 설명이 부족한 점이 있다. 가와모리 감독은 ‘관객이 설정에 연연하지 않고 이야기의 본질인 인간드라마를 주목해 주길 바라기에 전형적인 설정묘사는 하지 않았다’고 술회하고 있지만 독립된 영화작품으로서 감상하기 불편한 면도 있어 결과적으로는 고정 팬 지향의 작품이 되어 버렸다.
린 밍메이의 아이돌 의상(TV시리즈 제작 당시 나카모리 아키나가 스테이지에서 입었던 의상이 모델이 되었다.)에 대해서도 현실의 뮤지션의 의상을 제작하는 전문 스타일리스트 디자이너로부터 시대 착오적인 촌스러운 의상이라는 비난이 잡지 아니메주에 게재되어 약간의 소동을 일으켰다.

## 줄거리
50만 년에 걸친 대우주 전쟁을 계속하고 있는 거인족의 양 세력, 남성의 젠트라디군과 여성의 멜트란디군. 서기 2009년 그 전화는 지구에 다다르게 되어 젠트라디군의 기습을 받은 지구통합군의 거대 우주전함 마크로스는 탈출시의 동력이상으로 태양계외 주변부로 워프 해버리게 된다. 추격을 받으면서 지구로 자력귀환을 시도한 지 5개월째 토성근처에서 이야기가 시작된다.
지구를 떠날 당시 피난한 5만 8천 명의 민간인은 광대한 함 내에 시가지를 건설하고 생활을 계속하고 있다. 발키리 파일럿 이치조 히카루(一条輝)는 아이돌 가수 링 밍메이(リン・ミンメイ)와 상관 하야세 미사(早瀬未沙)와 가까워지게 되고, 그런 평범한 일상이 문화가 존재하지 않는 거인족에게는 상상하기 힘든 혼란을 일으키게 된다.

## 극 중 사용곡

### 주제가
사랑.기억하고있습니까?(愛・おぼえていますか)
작사/야스이 카즈미(安井かずみ) 작곡/가토 가즈히코(加藤和彦) 편곡/시미즈 노부유키(清水信之) 노래/이이지마 마리(飯島真理)
일본의 애니메이션 송 역사에 남을 명곡의 하나로 일컬어진다. 이이지마의 대표곡이기도 하며 후에 자신이 리바이벌하기도 했다. 또 다른 아티스트로부터 리바이벌 되는 경우도 많아 사쿠라이 토모(桜井智), 우에노 요코(上野洋子), 시모카와 미쿠니(下川みくに), MUH~ 등이 노래했다.

### 엔딩 테마
천사의 그림물감(天使の絵の具)
작사작곡/이이지마 마리 편곡/시미즈 노부유키 노래/이이지마 마리
이이지마의 세컨드 앨범 〈blanche〉의 수록곡(편곡:요시다 미나코(吉田美奈子))으로 극장판에서는 업 텝포로 편곡된 버전이 사용되었다. 〈사랑.기억하나요〉 싱글의 B면에 수록.
이 곡은 이이지마 자신의 곡 중에서도 가장 베리에이션이 많아 1995년 발매된 베스트 판 〈Best of the Best〉 수록, 1997년 발매된 싱글 〈Friends~시공을 넘어서~〉 C/W판 = 이스트웨스트 재팬 발매판에 수록. 1995년판의 리믹스(이상 편곡:이이지마 마리&James Studer), 2002년에 발매한 앨범 〈Mari Iijima sings Lynn Minmay〉 수록판(편곡:이이지마 마리)에서도 각각 다른 버전을 노래하고 있다.
또 사쿠라이 토모도 《마크로스 제네레이션스》에서 같은 곡을 부르고 있다. 이상하기는 해도 프랑스인 가수 Jessy가 2005년의 앨범 〈제시의 원더랜드〉에서 〈사랑.기억하나요〉와 함께 일본어로 커버하고 있다.

## 참고사항

### 마크로스 시리즈 중의 입지
본 작은 TV시리즈 《초시공요새 마크로스》를 기초로 제작한 것으로 2시간의 영화에 맞추기 위해 설정의 대부분에 변경이 가해졌다. 이 때문에 오리지널의 색채가 강해 공개 후 팬들 사이에 TV판과 극장판의 어느 쪽을 공식설정으로 보아야 하는가 라는 질문이 쇄도했다.(패러렐 월드로도 이야기되었다.)
영화 예고편의 네레이션에서는 ‘주연, 링 밍메이 하야세 미사 흔들리는 여자의 마음을 연기합니다’ 등의 애니메이션 세계 속의 영화(극중 극)을 떠올리게 하는 연출이 사용되었다.
1990년대 이후에 제작된 《마크로스 7》등의 속편 작품 내에서는 사랑.기억하나요는 젠트라디군과의 제1차 성간 대전(2009년-2010년)의 전승 20주년을 기념하여 2031년에 공개된 역사영화라는 입지를 가지게 된다. 이것과는 별도로 《초시공요새 마크로스》는 시리즈 드라마로 텔레비전에 방영된 것으로, 연출에 의한 전개가 다른 두 작품 모두 정사를 소재로 한 이야기라고 설명하고 있다.
사랑.기억하나요가 영화화된 2031년 당시에는 인류의 생활권이 은하계 전역으로 확대된 반면 식민혹성간의 분쟁과 젠트라디인의 무장봉기가 심각화되고 있었다. 이 때문에 촬영에 전면 협력한 통합정부의 의향이 선조들이 만들어낸 이성간 교류의 의의를 넓히고 재인식 시킨다고 하는 프로파간다의 의미도 가지고 있다. 공개 후 대 히트한 본 작의 메시지는 14년 후인 2045년대의 무대가 되는 《마크로스 7》의 등장인물의 삶에 영향을 미쳐 록 밴드 FIRE BOMBER의 활동에 관련되게 된다.
TV판과 극장판의 주된 차이점은 다음과 같다.
- 거대 외계인과의 항쟁 – TV판에는 젠트라디인, 극장판에는 젠트라디, 멜트란디와 대립한다. 하지만 TV판의 젠트라디군은 남녀가 혼재된 군대(문화가 없어 남녀의 만남은 금기였다. 이 이유로 부대는 따로 편성되었다.)이지만, 극장판에서는 남성종족(젠트라디)와 여성종족(멜트란디)가 대립하는 구도가 되었다.
- 외계인의 언어 - TV판에서는 이성인들도 지구어를 사용한다. 하지만 극장판에서는 자신들만의 언어를 사용한다.(대화시 자막이 사용됨.)
- 제1차 성간 대전의 양상 – TV판에서는 기간은 약 1년(2009년 2월부터 2010년 3월), 극장판은 약 7개월(2009년 2월부터 9월). TV판은 지구와 젠트라디군이 싸우는 감찰군은 등장하지 않지만 극장판은 지구, 젠트라디, 멜트란디가 삼파전을 이룬다.
- 마크로스의 전신 – TV판은 지구에 추락한 감찰군의 낙오함, 극장판은 멜트란디의 낙오함으로 이 배를 쫓는 젠트라디군이 습격하는 점은 같지만 지구인이 수복, 군용으로 개조한 것을 알아챈 것은 TV판의 개전 당시에 비해 극장판은 개전 5개월 후로 늦다.
- 마크로스의 양쪽팔 부분의 군함 – TV판에서는 항공모함 프로메테우스와 강습양륙함 다이다로스, 극장판에서는 우주항공모함 암드-01, 02. 극장판에서는 항공모함 프로메테우스는 지구에서 격침된 모습으로 등장한다.
- 캐릭터의 설정과 성격 - TV판의 이치조 히카루와 링 밍메이는 처음에는 민간인이었지만 극장판에서는 아이돌 가수, 군인의 관계로 만나게 된다. 또 극장판에서는 젠트라디, 멜트란디 모두 이름에 코드네임(제조번호)이 붙게 된다.(예:밀리어 파리너->밀리어639)
- 메카닉과 미술디자인 – TV와 영화의 다른 화면 사이즈 때문에 디테일(정보량)을 대폭 변경. 극장판에서는 디자인 라인을 심해 생물적인 젠트라디계와 무기 공학적이 멜트란디계로 양분했다. VF-1 발키리와 배틀 슈츠(크와트란 로, 누쟈델 가) 등의 메카닉 전반을 마이너 체인지하고 있다.

2003년에 발매한 플레이스테이션2용 게임 초시공요새 마크로스에서는 플레이어의 배속처로서 항공모함 프로메테우스와 우주항공모함 암드-01을 선택하는 것으로 설정이 다른 TV판과 극장판의 2가지 코스를 체험 할 수 있다.

### 잘려나간 장면
각본과 그림 콘티에는 예정되어 있던 것 중에 사정에 의해 잘려나간 장면이 몇 있다. 본 편 종료 후에 흐르는 엔딩 테마 천사의 그림물감은 종전 후의 링 밍메이의 콘서트 신으로 보일 예정이었지만 제작 일정 상 작화에 손댈 수 없어 극장 공개에서는 암전된 화면에 스탭 롤이 흐르는 형식이 되었다.
공개 3년후인 1987년, 이 콘서트 장면의 영상화를 주제로 한 OVA 《초시공요새 마크로스 Flash Back 2012》가 발매되었다. 이후 판매된 비디오, LD, DVD 소프트는 엔딩의 전반 부분을 OVA의 콘서트 장면(천사의 그림물감 Part1)으로 바꾸어 제목도 《초시공요새 마크로스 사랑.기억하나요 완전판》으로 변경했다. 2007년에 발매한 HD리마스터 DVD 메모리얼 박스에는 극장 공개판과 완전판의 엔딩이 다른 2종류의 디스크를 수납하고 있다.(극장 공개판은 상영 당시의 오리지널 음성을 수록)
또 다른 장면으로는 최종 결전 전의 맥시밀리언 지너스와 밀리어639의 결혼식이 있다.(그림 콘티 개고단계에서 삭제) 이 장면은 《마크로스 7》 중의 회상 장면에 새롭게 작화되어 원화는 미키모토 하루히코가 담당했다.
이들 장면은 결과적으로 사라져 버렸지만 당시의 설정자료에는 코스튬 디자인 등이 게재되어 있다. 밍메이의 콘서트 의상은 OVA판 보다 심플한 디자인이었다.

### 극장판 줄거리
후에 발매된 마크로스 시리즈 에서는 극장판 스토리를 보충하는 시나리오가 추가되었다. 1997년 발매된 세가 새턴, 플레이스테이션 용 게임 《초시공요새 마크로스 사랑.기억하나요》의 오프닝 무비에서는 가와모리 쇼지감수에 의한 영화 시작의 5개월 전의 개전시의 상황이 그려지고 있다.(TV시리즈 제1화에서 3화까지의 에피소드에 해당한다.)
2009년 2월 남 아타리아 섬에서 SDF-1 마크로스의 진수식이 개최되고 미스 마크로스 컨테스트에서 링 밍메이가 우승하고 갑자기 젠트라디군 상륙부대의 기습을 받아 섬 주민 5만 8천명이 함 내에 피난한다. 지원을 위해 해상의 항공모함 프로메테우스로부터 발키리 대가 발진하지만 직후 위성궤도상의 빔 공격으로 프로메테우스가 격침. 모함을 잃은 로이포커 지휘 하의 이치조 히카루, 맥시밀리언 지너스, 카키자키 하야오 들의 스컬 소대는 남 아타리아 섬으로 급행한다. 발키리 대와 적 기동병기의 교전 중 마크로스는 지상부근에서 긴급 폴드를 감행(TV판과는 달리 남 아타리아 섬까지 함께 공간이동 하지 않는다.) 탈출직후 간발의 차로 섬에 빔의 집중포화가 쏟아져 내린다. 마크로스는 대폭격을 피했지만 폴드 시스템의 오동작으로 태양계 밖의 명왕성 부근까지 날아가 버려 지구의 안부도 알지 못한 채 7개월의 귀환 항해 길에 오른다. 함 내에는 장거리 항해용의 가설거주공간이 있어 남 아타리아 섬 시민은 시가지를 건설하고 생활을 시작한다. 이 도시에서 링 밍메이는 아이돌 가수로서 데뷔하여 순식간에 대성공을 거둔다.
또, 게임 안에는 이치조 히카루들이 행방불명이 된 후 마크로스의 1개월 간의 항해(토성에서 지구)에 대해서 목성 부근의 젠트라디군 방기전함의 조사(적의 정체를 판명), 화성 사라 지구에서의 물자보급, TV시리즈의 다이다로스 어텍에 해당하는 우주 항공모함 암드 어택 등의 작전이 묘사되고 있다.

## 기타
- 다인종 문화 교류라고 하는 연출로부터 후시녹음 시 외국인 캐스트가 참여하여 브릿지와 함내 시가지의 장면에서 영어, 스페인어 등의 음성을 담당했다. 프로모션의 일환으로서 콘다88333역에는 당시 TV프로그램 《세계전체 How 머치!!》(世界まるごとHOWマッチ!!)로 인기인이 된 변호사 캔트 길버트가 기용되었다.(와레라25258역의 제프리 스미스의 동업자) 더욱이 그 의도를 강조하기 위해 젠트라디어와 멜트란디어를 고안하여 화면에 번역 자막을 첨부하는 수법을 사용했다.
- 극장 공개 당시 패밀리 레스토랑 체인인 스카이 라크(すかいらーく)그룹이 타이 업 기획 마크로스 페어를 개최했다(추첨으로 뱃지와 퍼즐을 제공했다.) 마크로스 상품의 종합선물 셋트도 판매했는데 점내의 상품은 스카이 라크 마크가 붙어있는 것에 비해 일반판매의 상품에는 마크로스(MACROSS 1984)를 집어 넣었다. 또 텔레비전 광고에서는 영화의 장면과 〈사랑.기억하나요〉의 곡에 맞추어 링 밍메이(이이지마 마리)의 ‘맛.기억하나요’라는 대사가 부쳐졌다. 썰렁한 캐치 카피는 팬의 입장에서 복잡한 심경을 불러일으켰다. 스카이 라크는 상당기간 동안 후속 광고에도 같은 곡을 사용했다.
- 미국에서는 1993년에 한정 극장 공개되었지만 타이틀은 어째서인지 《Macross 2:Lovers Again》(같은 해 발매된 OVA 《초시공요새 마크로스II –LOVERS AGAIN-》)로 제목이 바뀌어 있다.
- 1994년에는 마크로스 시리즈의 새로운 전개로서 《마크로스 플러스》, 《마크로스 7》에 이어 본 작을 기반으로 한 할리우드 실사 영화판의 구상이 있었지만 실현되지는 않았다.

## 관련작품

### TV시리즈 작품
《초시공요새 마크로스》(일본어: 超時空要塞マクロス)

총 36화 방영의 TV시리즈

### OVA
《초시공요새 마크로스 Flash Back 2012》(일본어: 超時空要塞マクロス Flash Back 2012)

상영시간 30분, 총 9곡의 오리지널 넘버가 수록된 뮤직비디오

## 다른 작품에 의한 인용
- 케로로 중사의 제146화 부제는 〈메이.기억하나요입니다.〉(冥 おぼえていますか? であります)(※본 편은 패러디가 아님)
- BAMBOO BLADE 제7화 극 중 애니메이션 〈마구로스 생선.기억하나요〉(マグロス 鯵・おぼえていますか)
- 갤럭시 엔젤 – 게임판 최종화는 본 작품을 모티브로 하고 있다.
- 반 드레드 – 남녀 종족의 항쟁이라고 하는 기획원안에 본 작품이 영향을 미치고 있다.
- 케로로 중사 단행본 17권에서 타마마가 전투기 장난감을 갖고 놀며 "스컬 소대 출격합니다! 카키자키!"라는 대사를 한다.
- 케로로 중사 단행본 19권에서는 케로로가 노래방을 [문화가 없는 외계인들을 노래로 공격하기 위한 훈련소]라고 착각한다. 또한 젠트라디인들이 문화 충격을 받는 장면과 린 민메이가 노래 부르는 장면도 패러디되어 나왔다.